# Lipkovska Reka
Lipkovska Reka (makedonska: Липковска Река) är ett vattendrag i Nordmakedonien. Det ligger i den centrala delen av landet, 29 kilometer nordost om huvudstaden Skopje.
Trakten runt Lipkovska Reka består till största delen av jordbruksmark. Runt Lipkovska Reka är det tätbefolkat, med 308 invånare per kvadratkilometer.